# Virginia Ruano Pascual
Dit is een Spaanse naam; Ruano is de vadernaam en Pascual is de moedernaam.
Virginia Ruano Pascual (Madrid, 21 september 1973) is een voormalig professioneel tennisspeelster uit Spanje. Haar hoogste rang in het enkelspel is de 28e plaats (in april 1999). In het dubbelspel bereikte zij de eerste positie, in september 2003.

## Loopbaan
Ruano Pascual begon haar loopbaan in 1990 op het ITF-circuit. Zij won daar vier titels. In 1990 kwalificeerde zij zich ook al voor een WTA-hoofdtoernooi, op het toernooi van Estoril. In 1992 nam zij de professionele status aan.
In het enkelspel won zij op de WTA-tour drie titels, in de periode 1997–2003. Zij bereikte de kwartfinale op Roland Garros in 1995 alsmede op de Australian Open in 2003.
Bij de Olympische Spelen van 2004 in Athene won zij met Conchita Martínez de zilveren medaille in het vrouwendubbelspel. Op de Olympische Spelen van 2008 in Peking won zij nogmaals een zilveren medaille, ditmaal samen met Anabel Medina Garrigues. Ook in 1996 maakte zij al deel uit van het Spaans olympisch team.
Zij was succesvoller in het dubbelspel en werd derhalve bekend als dubbelspelspecialiste. Haar vaste partner was de Argentijnse Paola Suárez. Samen wonnen zij alle grandslamtoernooien behalve Wimbledon. Zij bereikten daar wel drie keer de finale. In totaal won Ruano Pascual drieënveertig titels in het vrouwendubbelspel (waarvan tien op grandslamtoernooien en één tijdens de WTA Tour Championships) plus één in het gemengd dubbelspel.
Na winst op Roland Garros in 2009 kondigde zij aan het tennis vaarwel te zeggen. Zij bleef echter nog tot eind 2010 spelen.

## Posities op deWTA-ranglijst
Positie per einde seizoen:
| jaar | rang enkelspel | rang dubbelspel |
| ---- | -------------- | --------------- |
| 1989 | 512            | 235             |
| 1990 | 301            | 187             |
| 1991 | 261            | 111             |
| 1992 | 138            | 97              |
| 1993 | 125            | 202             |
| 1994 | 161            | 145             |
| 1995 | 64             | 376             |
| 1996 | 87             | 115             |
| 1997 | 54             | 90              |
| 1998 | 32             | 28              |
| 1999 | 85             | 44              |
| 2000 | 89             | 10              |
| 2001 | 56             | 8               |
| 2002 | 65             | 2               |
| 2003 | 55             | 2               |
| 2004 | 64             | 1               |
| 2005 | 106            | 4               |
| 2006 | 67             | 10              |
| 2007 | 83             | 30              |
| 2008 | 105            | 5               |
| 2009 | 199            | 10              |
| 2010 | –              | 55              |

## Palmares
| Legenda                | Legenda                  |
| ---------------------- | ------------------------ |
| Grandslamtoernooi      |                          |
| Olympische Spelen      |                          |
| Year-End Championships |                          |
| tot 2009               | 2009 – 2020 / vanaf 2021 |
| Tier I                 | Premier Mandatory        |
| Tier II                | Premier Five / WTA 1000  |
| Tier III               | Premier / WTA 500        |
| Tier IV & V            | International / WTA 250  |
|                        | Challenger / WTA 125     |

### WTA-finaleplaatsen enkelspel
| nr.              | finale     | toernooi      | ondergrond | tegenstandster           | score         |         |
| ---------------- | ---------- | ------------- | ---------- | ------------------------ | ------------- | ------- |
| gewonnen finales |            |               |            |                          |               |         |
| 1.               | 1997-05-18 | WTA Cardiff   | gravel     | Alexia Dechaume-Balleret | 6-1, 3-6, 6-2 | details |
| 2.               | 1998-04-26 | WTA Boedapest | gravel     | Silvia Farina            | 6-4, 4-6, 6-3 | details |
| 3.               | 2003-10-12 | WTA Tasjkent  | hardcourt  | Saori Obata              | 6-2, 7-6      | details |
| verloren finales |            |               |            |                          |               |         |
| geen             |            |               |            |                          |               |         |

### WTA-finaleplaatsen vrouwendubbelspel
| nr.              | finale     | toernooi          | ondergrond    | partner                 | tegenstandsters                              | score            |         |
| ---------------- | ---------- | ----------------- | ------------- | ----------------------- | -------------------------------------------- | ---------------- | ------- |
| gewonnen finales |            |                   |               |                         |                                              |                  |         |
| 01.              | 1998-01-17 | WTA Hobart        | hardcourt     | Paola Suárez            | Julie Halard-Decugis Janette Husárová        | 7-6, 6-3         | details |
| 02.              | 1998-04-26 | WTA Boedapest     | gravel        | Paola Suárez            | Cătălina Cristea Laura Montalvo              | 4-6, 6-1, 6-1    | details |
| 03.              | 1998-05-10 | WTA Rome          | gravel        | Paola Suárez            | Amanda Coetzer Arantxa Sánchez Vicario       | 7-6, 6-4         | details |
| 04.              | 1999-05-22 | WTA Madrid        | gravel        | Paola Suárez            | María Fernanda Landa Marlene Weingärtner     | 6-2, 0-6, 6-0    | details |
| 05.              | 2000-04-23 | WTA Hilton Head   | gravel        | Paola Suárez            | Conchita Martínez Patricia Tarabini          | 7-5, 6-3         | details |
| 06.              | 2000-07-23 | WTA Sopot         | gravel        | Paola Suárez            | Åsa Svensson Rita Grande                     | 7-5, 6-1         | details |
| 07.              | 2001-05-19 | WTA Antwerpen     | gravel        | Els Callens             | Kristie Boogert Miriam Oremans               | 6-3, 3-6, 6-4    | details |
| 08.              | 2001-05-26 | WTA Madrid        | gravel        | Paola Suárez            | Lisa Raymond Rennae Stubbs                   | 7-5, 2-6, 7-6    | details |
| 09.              | 2001-06-10 | Roland Garros     | gravel        | Paola Suárez            | Jelena Dokić Conchita Martínez               | 6-2, 6-1         | details |
| 10.              | 2001-07-22 | WTA Knokke-Heist  | gravel        | Magüi Serna             | Ruxandra Dragomir-Ilie Andreea Vanc          | 6-4, 6-3         | details |
| 11.              | 2002-02-24 | WTA Bogota        | gravel        | Paola Suárez            | Tina Križan Katarina Srebotnik               | 6-2, 6-1         | details |
| 12.              | 2002-03-02 | WTA Acapulco      | gravel        | Paola Suárez            | Tina Križan Katarina Srebotnik               | 7-5, 6-1         | details |
| 13.              | 2002-05-19 | WTA Rome          | gravel        | Paola Suárez            | Conchita Martínez Patricia Tarabini          | 6-3, 6-4         | details |
| 14.              | 2002-06-09 | Roland Garros     | gravel        | Paola Suárez            | Lisa Raymond Rennae Stubbs                   | 6-4, 6-2         | details |
| 15.              | 2002-08-18 | WTA Montréal      | hardcourt     | Paola Suárez            | Rika Fujiwara Ai Sugiyama                    | 6-4, 7-6         | details |
| 16.              | 2002-09-08 | US Open           | hardcourt     | Paola Suárez            | Jelena Dementjeva Janette Husárová           | 6-2, 6-1         | details |
| 17.              | 2002-09-14 | WTA Bahia         | hardcourt     | Paola Suárez            | Émilie Loit Rossana Neffa-de los Ríos        | 6-4, 6-1         | details |
| 18.              | 2002-09-29 | WTA Bali          | hardcourt     | Cara Black              | Svetlana Koeznetsova Arantxa Sánchez Vicario | 6-2, 6-3         | details |
| 19.              | 2003-04-13 | WTA Charleston    | gravel        | Paola Suárez            | Janette Husárová Conchita Martínez           | 6-0, 6-3         | details |
| 20.              | 2003-05-11 | WTA Berlijn       | gravel        | Paola Suárez            | Kim Clijsters Ai Sugiyama                    | 6-3, 4-6, 6-4    | details |
| 21.              | 2003-08-23 | WTA New Haven     | hardcourt     | Paola Suárez            | Alicia Molik Magüi Serna                     | 7-6, 6-3         | details |
| 22.              | 2003-09-07 | US Open           | hardcourt     | Paola Suárez            | Svetlana Koeznetsova Martina Navrátilová     | 6-2, 6-3         | details |
| 23.              | 2003-11-10 | WTA Championships | hardcourt (i) | Paola Suárez            | Kim Clijsters Ai Sugiyama                    | 6-4, 3-6, 6-3    | details |
| 24.              | 2004-02-01 | Australian Open   | hardcourt     | Paola Suárez            | Svetlana Koeznetsova Jelena Lichovtseva      | 6-4, 6-3         | details |
| 25.              | 2004-03-21 | WTA Indian Wells  | hardcourt     | Paola Suárez            | Svetlana Koeznetsova Jelena Lichovtseva      | 6-1, 6-2         | details |
| 26.              | 2004-04-18 | WTA Charleston    | gravel        | Paola Suárez            | Martina Navrátilová Lisa Raymond             | 6-4, 6-1         | details |
| 27.              | 2004-06-06 | Roland Garros     | gravel        | Paola Suárez            | Svetlana Koeznetsova Jelena Lichovtseva      | 6-0, 6-3         | details |
| 28.              | 2004-09-12 | US Open           | hardcourt     | Paola Suárez            | Svetlana Koeznetsova Jelena Lichovtseva      | 6-4, 7-5         | details |
| 29.              | 2004-10-31 | WTA Luxemburg     | hardcourt (i) | Paola Suárez            | Jill Craybas Marlene Weingärtner             | 6-1, 6-7, 6-3    | details |
| 30.              | 2005-03-05 | WTA Dubai         | hardcourt     | Paola Suárez            | Svetlana Koeznetsova Alicia Molik            | 6-7, 6-2, 6-1    | details |
| 31.              | 2005-03-20 | WTA Indian Wells  | hardcourt     | Paola Suárez            | Nadja Petrova Meghann Shaughnessy            | 7-6, 6-1         | details |
| 32.              | 2005-04-17 | WTA Charleston    | gravel        | Conchita Martínez       | Iveta Benešová Květa Peschke                 | 6-1, 6-4         | details |
| 33.              | 2005-06-05 | Roland Garros     | gravel        | Paola Suárez            | Cara Black Liezel Huber                      | 4-6, 6-3, 6-3    | details |
| 34.              | 2005-08-07 | WTA San Diego     | hardcourt     | Conchita Martínez       | Daniela Hantuchová Ai Sugiyama               | 6-7, 6-1, 7-5    | details |
| 35.              | 2006-08-13 | WTA Los Angeles   | hardcourt     | Paola Suárez            | Daniela Hantuchová Ai Sugiyama               | 6-3, 6-4         | details |
| 36.              | 2006-09-24 | WTA Peking        | hardcourt     | Paola Suárez            | Anna Tsjakvetadze Jelena Vesnina             | 6-2, 6-4         | details |
| 37.              | 2006-10-01 | WTA Seoel         | hardcourt     | Paola Suárez            | Chuang Chia-jung Mariana Díaz Oliva          | 6-2, 6-3         | details |
| 38.              | 2007-08-05 | WTA Stockholm     | hardcourt     | Anabel Medina Garrigues | Chan Chin-wei Tetiana Luzhanska              | 6-1, 5-7, [10-6] | details |
| 39.              | 2008-01-11 | WTA Hobart        | hardcourt     | Anabel Medina Garrigues | Eléni Daniilídou Jasmin Wöhr                 | 6-2, 6-4         | details |
| 40.              | 2008-06-07 | Roland Garros     | gravel        | Anabel Medina Garrigues | Casey Dellacqua Francesca Schiavone          | 2-6, 7-5, 6-4    | details |
| 41.              | 2008-07-27 | WTA Portorož      | hardcourt     | Anabel Medina Garrigues | Vera Doesjevina Jekaterina Makarova          | 6-4, 6-1         | details |
| 42.              | 2009-06-05 | Roland Garros     | gravel        | Anabel Medina Garrigues | Viktoryja Azarenka Jelena Vesnina            | 6-1, 6-1         | details |
| 43.              | 2010-05-22 | WTA Warschau      | gravel        | Meghann Shaughnessy     | Cara Black Yan Zi                            | 6-3, 6-4         | details |
| verloren finales |            |                   |               |                         |                                              |                  |         |
| 01.              | 1999-04-25 | WTA Boedapest     | gravel        | Laura Montalvo          | Jevgenia Koelikovskaja Sandra Načuk          | 3-6, 4-6         | details |
| 02.              | 2000-06-11 | Roland Garros     | gravel        | Paola Suárez            | Martina Hingis Mary Pierce                   | 2-6, 4-6         | details |
| 03.              | 2000-07-16 | WTA Palermo       | gravel        | Ruxandra Dragomir-Ilie  | Silvia Farina Rita Grande                    | 4-6, 6-0, 6-7    | details |
| 04.              | 2000-08-27 | WTA New Haven     | hardcourt     | Paola Suárez            | Julie Halard-Decugis Ai Sugiyama             | 4-6, 7-5, 2-6    | details |
| 05.              | 2001-01-13 | WTA Hobart        | hardcourt     | Ruxandra Dragomir-Ilie  | Cara Black Jelena Lichovtseva                | 4-6, 1-6         | details |
| 06.              | 2001-03-03 | WTA Acapulco      | gravel        | Paola Suárez            | MJ Martínez Sánchez Anabel Medina Garrigues  | 4-6, 7-6, 5-7    | details |
| 07.              | 2001-03-17 | WTA Indian Wells  | hardcourt     | Paola Suárez            | Nicole Arendt Ai Sugiyama                    | 4-6, 4-6         | details |
| 08.              | 2001-04-22 | WTA Charleston    | gravel        | Paola Suárez            | Lisa Raymond Rennae Stubbs                   | 7-5, 6-7, 3-6    | details |
| 09.              | 2002-03-31 | WTA Miami         | hardcourt     | Paola Suárez            | Lisa Raymond Rennae Stubbs                   | 6-7, 7-6, 3-6    | details |
| 10.              | 2002-07-07 | Wimbledon         | gras          | Paola Suárez            | Serena Williams Venus Williams               | 2-6, 5-7         | details |
| 11.              | 2003-01-26 | Australian Open   | hardcourt     | Paola Suárez            | Serena Williams Venus Williams               | 6-4, 4-6, 3-6    | details |
| 12.              | 2003-04-20 | WTA Amelia Island | gravel        | Paola Suárez            | Lindsay Davenport Lisa Raymond               | 5-7, 2-6         | details |
| 13.              | 2003-06-08 | Roland Garros     | gravel        | Paola Suárez            | Kim Clijsters Ai Sugiyama                    | 7-6, 2-6, 7-9    | details |
| 14.              | 2003-07-06 | Wimbledon         | gras          | Paola Suárez            | Kim Clijsters Ai Sugiyama                    | 4-6, 4-6         | details |
| 15.              | 2003-10-19 | WTA Zürich        | hardcourt (i) | Paola Suárez            | Kim Clijsters Ai Sugiyama                    | 6-7, 2-6         | details |
| 16.              | 2004-01-10 | WTA Auckland      | hardcourt     | Paola Suárez            | Mervana Jugić-Salkić Jelena Kostanić         | 6-7, 6-3, 1-6    | details |
| 17.              | 2004-05-16 | WTA Rome          | gravel        | Paola Suárez            | Nadja Petrova Meghann Shaughnessy            | 6-2, 3-6, 3-6    | details |
| 18.              | 2004-07-25 | WTA Los Angeles   | hardcourt     | Conchita Martínez       | Nadja Petrova Meghann Shaughnessy            | 7-6, 4-6, 3-6    | details |
| 19.              | 2004-08-01 | WTA San Diego     | hardcourt     | Paola Suárez            | Cara Black Rennae Stubbs                     | 6-4, 1-6, 4-6    | details |
| 20.              | 2004-08-22 | O.S. Athene       | hardcourt     | Conchita Martínez       | Li Ting Sun Tiantian                         | 3-6, 3-6         | details |
| 21.              | 2004-10-17 | WTA Moskou        | tapijt (i)    | Paola Suárez            | Anastasija Myskina Vera Zvonarjova           | 3-6, 6-4, 2-6    | details |
| 22.              | 2004-10-24 | WTA Zürich        | hardcourt (i) | Paola Suárez            | Cara Black Rennae Stubbs                     | 4-6, 4-6         | details |
| 23.              | 2005-08-21 | WTA Toronto       | hardcourt     | Conchita Martínez       | Anna-Lena Grönefeld Martina Navrátilová      | 7-5, 3-6, 4-6    | details |
| 24.              | 2005-10-16 | WTA Bangkok       | hardcourt     | Conchita Martínez       | Shinobu Asagoe Gisela Dulko                  | 1-6, 5-7         | details |
| 25.              | 2005-10-30 | WTA Linz          | hardcourt (i) | Conchita Martínez       | Gisela Dulko Květa Peschke                   | 2-6, 3-6         | details |
| 26.              | 2006-01-13 | WTA Sydney        | hardcourt     | Paola Suárez            | Corina Morariu Rennae Stubbs                 | 3-6, 7-5, 2-6    | details |
| 27.              | 2006-03-18 | WTA Indian Wells  | hardcourt     | Meghann Shaughnessy     | Lisa Raymond Samantha Stosur                 | 2-6, 5-7         | details |
| 28.              | 2006-04-16 | WTA Charleston    | gravel        | Meghann Shaughnessy     | Lisa Raymond Samantha Stosur                 | 6-3, 1-6, 1-6    | details |
| 29.              | 2006-07-09 | Wimbledon         | gras          | Paola Suárez            | Yan Zi Zheng Jie                             | 3-6, 6-3, 2-6    | details |
| 30.              | 2007-01-12 | WTA Hobart        | hardcourt     | Anabel Medina Garrigues | Jelena Lichovtseva Jelena Vesnina            | 6-2, 1-6, 2-6    | details |
| 31.              | 2007-04-08 | WTA Amelia Island | gravel        | Anabel Medina Garrigues | Mara Santangelo Katarina Srebotnik           | 3-6, 6-7         | details |
| 32.              | 2007-06-23 | WTA Rosmalen      | gras          | Anabel Medina Garrigues | Chan Yung-jan Chuang Chia-jung               | 5-7, 2-6         | details |
| 33.              | 2008-06-15 | WTA Birmingham    | gras          | Séverine Brémond        | Cara Black Liezel Huber                      | 2-6, 1-6         | details |
| 34.              | 2008-08-17 | O.S. Peking       | hardcourt     | Anabel Medina Garrigues | Serena Williams Venus Williams               | 2-6, 0-6         | details |
| 35.              | 2009-04-12 | WTA Marbella      | gravel        | Anabel Medina Garrigues | Klaudia Jans Alicja Rosolska                 | 3-6, 3-6         | details |

### Finaleplaatsen gemengd dubbelspel
| nr.              | finale     | toernooi      | ondergrond | partner         | tegenstanders             | score    |         |
| ---------------- | ---------- | ------------- | ---------- | --------------- | ------------------------- | -------- | ------- |
| gewonnen finales |            |               |            |                 |                           |          |         |
| 1.               | 2001-06-10 | Roland Garros | gravel     | Tomás Carbonell | Paola Suárez Jaime Oncins | 7-5, 6-3 | details |

## Resultaten grandslamtoernooien
| Legenda | Legenda                          |
| ------- | -------------------------------- |
| g.t.    | geen toernooi gehouden           |
| l.c.    | lagere categorie                 |
| –       | niet deelgenomen                 |
| G       | uitgeschakeld in de groepsfase   |
| 1R      | uitgeschakeld in de eerste ronde |
| 2R      | uitgeschakeld in de tweede ronde |
| 3R      | uitgeschakeld in de derde ronde  |
| 4R      | uitgeschakeld in de vierde ronde |
| KF      | uitgeschakeld in de kwartfinale  |
| HF      | uitgeschakeld in de halve finale |
| F       | de finale verloren               |
| W       | het toernooi gewonnen            |
| w-v     | winst/verlies-balans             |

### Enkelspel
| Toernooi        | 1992 | 1993 | 1994 | 1995 | 1996 | 1997 | 1998 | 1999 | 2000 | 2001 | 2002 | 2003 | 2004 | 2005 | 2006 | 2007 | 2008 | 2009 |
| --------------- | ---- | ---- | ---- | ---- | ---- | ---- | ---- | ---- | ---- | ---- | ---- | ---- | ---- | ---- | ---- | ---- | ---- | ---- |
| Australian Open | –    | –    | 1R   | –    | 1R   | 2R   | 2R   | 2R   | 1R   | 3R   | 1R   | KF   | 2R   | 1R   | 4R   | 2R   | 3R   | 2R   |
| Roland Garros   | –    | –    | –    | KF   | 1R   | 3R   | 3R   | 1R   | –    | 2R   | 2R   | 1R   | 3R   | 2R   | 1R   | –    | 1R   | 2R   |
| Wimbledon       | –    | –    | –    | 1R   | 1R   | 2R   | 4R   | 1R   | –    | 2R   | 2R   | 1R   | 3R   | 1R   | 2R   | 3R   | 2R   | –    |
| US Open         | 1R   | 1R   | –    | 1R   | 1R   | 1R   | 3R   | 3R   | 2R   | 3R   | 1R   | 1R   | 2R   | 1R   | 2R   | 1R   | 2R   | –    |

### Vrouwendubbelspel
| Toernooi        | 1992 | 1993 | 1994 |    | 1996 | 1997 | 1998 | 1999 | 2000 | 2001 | 2002 | 2003 | 2004 | 2005 | 2006 | 2007 | 2008 | 2009 | 2010 |
| --------------- | ---- | ---- | ---- | -- | ---- | ---- | ---- | ---- | ---- | ---- | ---- | ---- | ---- | ---- | ---- | ---- | ---- | ---- | ---- |
| Australian Open | –    | –    | –    | –  | KF   | 2R   | 2R   | 2R   | KF   | 3R   | F    | W    | 1R   | KF   | 1R   | HF   | 3R   | 3R   |      |
| Roland Garros   | 1R   | 2R   | 2R   | –  | 1R   | 2R   | 2R   | F    | W    | W    | F    | W    | W    | 2R   | KF   | W    | W    | 1R   |      |
| Wimbledon       | –    | –    | –    | 1R | 1R   | 2R   | 3R   | KF   | HF   | F    | F    | HF   | –    | F    | 3R   | 3R   | HF   | 2R   |      |
| US Open         | 2R   | –    | 1R   | 1R | 2R   | HF   | 2R   | 1R   | 3R   | W    | W    | W    | HF   | KF   | 3R   | HF   | 3R   | –    |      |

### Gemengd dubbelspel
| Australian Open | –  | –  | 1R | 1R | 1R | KF | 2R | 1R | –  | –  | 1R |
| Roland Garros   | –  | 2R | W  | 2R | –  | 2R | 1R | 1R | 1R | 1R | –  |
| Wimbledon       | 1R | 2R | 2R | –  | –  | 2R | –  | –  | –  | HF | –  |
| US Open         | –  | 1R | 2R | –  | KF | 2R | 2R | 2R | 1R | 2R | –  |